# Burckella parvifolia
Burckella parvifolia är en tvåhjärtbladig växtart som beskrevs av Albert Charles Smith och Steven P. Darwin. Burckella parvifolia ingår i släktet Burckella och familjen Sapotaceae. Inga underarter finns listade i Catalogue of Life.